# 伝説の勇者の婚活
『伝説の勇者の婚活』（でんせつのゆうしゃのこんかつ）は、中村尚儁による日本の漫画。『ジャンプスクエア』（集英社）にて、2016年6月号から2017年8月号まで連載。

## ストーリー
勇者ユーリは仲間たちとともに魔王を倒し、平和をもたらした。平和となった世界で仲間であるタッセンとソーニャが婚約したと知り、自身も愛すべき人に出会い、一緒になってみたいと願うようになる。そのことを聞いた国王が国内に「勇者様との結婚を希望する女性は王宮に集合せよ」との触れを出す。殺到した女性達全てと面接したが、ユーリは誰も選ばなかった。タッセンに詰られたユーリは、勇者だからではなく一緒にいる中でお互いに惹かれあって選びたいと答えた。
しばらくしてタッセンに「身分を隠して婚活しろ」と促される。ユーリは身分を隠して婚活を始めるが、生粋のお人好しであること、芸術的センスがないこと、また勇者として育ったがゆえに通常の人間が意識せず持つ能力を持っていないことが災いし、色々な問題(?)を起こしてしまう。

## 概要と世界観
第1話は導入部。第2-5話は1話完結型で、第6話以降は3話から4話連続の中編となっている。各ストーリーの初期段階では笑いが含まれているものの婚活で知り合った対象との人間模様がメインに描かれている。後期になるほど笑いの要素が薄くなって人間模様の描写に比重が置かれている。
呪文使用の際は「最強炎撃呪文」「浮遊呪文」などと唱えることで効果を発揮するため、作中に呪文に対する説明や脚注などはない。病気に対しては回復呪文は効かない。外傷は受けてから24時間以内に呪文で回復させないと自然治癒となり傷が残る。このため、ユーリの顔に傷が残っている。

## 主な登場キャラクター
ユーリ・シャンバラヤ
本作の主人公。魔王を倒し世界を救った勇者。生真面目だが空気が読めず、服装や芸術的なセンスも欠くが、心の優しい人物。戦闘レベルは99。仲間の結婚を知り愛すべき人を求めて婚活を始める。
タッセン
戦士。世界を救ったユーリの仲間。面倒見がよく、ユーリに婚活を促す。ソーニャの婚約者。
ソーニャ
僧侶。世界を救ったユーリの仲間。柔和な性格でいつも微笑みを浮かべている。タッセンの婚約者。
マホ
魔法使い。世界を救ったユーリの仲間。物言いにトゲがある。世界中で使用出来るのは数人と言われる瞬間移動呪文が使える。虹色の水晶を通じてユーリの行動を見ることができる。
アンドレ
使い魔。「ピキ〜」としか喋らない(?)が、マホとは明確なコミュニケーションが取れる。
マリー・ノーランド
第2話のヒロイン。
ブゥキン・ボゥグルソン
第3話で初登場。婚活会場でユーリと意気投合。その後とあることでユーリが伝説の勇者だと気付き逆恨みするも、ユーリに命を救われ、以後友人となる。
アリス・ヴァイーア（本名：イーラ・ギーサ）
第4話のヒロイン(?)
メル・コレスポン
第5話のヒロイン。
カタリナ・ブッディーヤ
第6-9話のヒロイン。ユーリに逆プロポーズをする。
ジジ
カタリナの祖父。
シャルロッテ・マルヴォー（本名：シャルロッテ・マーゴット・オー・ジーラ）
第10-12話のヒロイン。
ドガ
第10話で初登場。魔法戦士で瞬間移動呪文が使える。デート中のユーリを尾行する。
クアルーニ
第11-12話で登場。ジーラ国の大公。
ルドフネス
第11-12話で登場。「隻眼の呪術師」と呼ばれる、傭兵の魔法剣士。瞬間移動呪文が使える。
フレイムドラゴン
第11-12話で登場。通常は滅びの山に住む。
アイテ
第13話で初登場。ブゥキンの妹。
ガラティア・マリオン
最終話のヒロイン(?)

## 書誌情報
- 中村尚儁 『伝説の勇者の婚活』 集英社〈ジャンプ・コミックス〉、全4巻
  1. 2016年8月9日発行（8月4日発売[集 1]）、ISBN 978-4-08-880762-1
  2. 2016年12月7日発行（12月2日発売[集 2]）、ISBN 978-4-08-880863-5
  3. 2017年4月9日発行（4月4日発売[集 3]）、ISBN 978-4-08-881056-0
  4. 2017年9月9日発行（9月4日発売[集 4]）、ISBN 978-4-08-881137-6